# Outlet

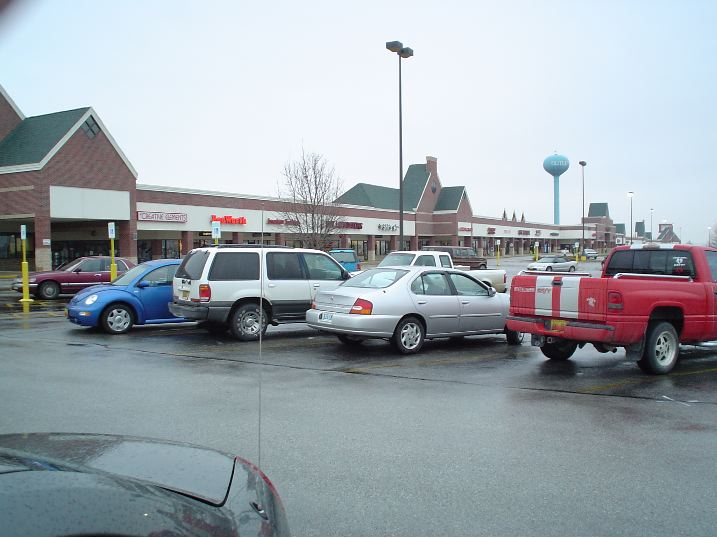
Outlet em Gretna, Estados Unidos

Outlet é a denominação para o novo mercado de vendas a retalho (varejo), no qual os produtores e industriais vendem seus produtos directamente ao público. As lojas são abertas, tais como num centro comercial, e localizam-se nas saídas das grandes cidades ou regiões metropolitanas, originando-se daí o nome dessa modalidade de centro comercial. A redução dos custos de propaganda, manutenção, e mesmo os lucros das redes varejistas, possibilita a venda de marcas comerciais famosas, grifes de luxo, a preços mais acessíveis. Nos Estados Unidos, denominava-se tradicionalmente como Factory Outlet uma loja ligada a uma fábrica ou armazém na qual por vezes era permitido aos clientes assistir ao processo de produção. No uso atual, chamam-se de Outlet Store os centros de compras temáticos com lojas onde os fabricantes vendem seus produtos diretamente para o consumidor final. A invenção do Factory Outlet é muitas vezes creditada a Harold Alfond, fundador da Dexter Shoe Company.

## Outlets no Brasil
Em novembro de 2014, foi inaugurado o quarto Outlet do Brasil. Localizado na cidade de Caucaia, na Região Metropolitana de Fortaleza, uma iniciativa que impulsionará as vendas em varejo das inúmeras fábricas têxteis do Ceará, de marcas nacionais e internacionais.